# Erpis
Erpis es un género de polillas perteneciente a la familia Crambidae. Fue descrito por Francis Walker en 1863. Contiene una sola especie, Erpis macularis, que se encuentra en Borneo.
Las alas anteriores son blanquecinas con un punto discal negruzco y cuatro bandas también negruzcas.